# Titan Autonomous Tank Killer
Le Titan Autonomous Tank Killer (en français, « tueur de tanks autonome ») est un Véhicule terrestre sans pilote chasseur de chars développé en Inde par Gridbots Technologies. Il est conçu pour détecter les chars d'assaut ennemis et les détruire de manière autonome avec un missile antichar, également de conception indienne.

## Conception
Le Titan Autonomous Tank Killer a été conçu par la société Gridbots Technologies Private Limited, une entreprise indienne de technologie industrielle. C’est un véhicule terrestre sans pilote (UGV) à chenilles, se présentant sous l’aspect d’un char miniature mais dépourvu de tourelle. Son poids est de deux tonnes (2 000 kg), ce qui est très important pour un drone, mais très inférieur au poids des chars de combat qui sont sa cible (plusieurs dizaines de tonnes). Pour un engin aussi lourd, il possède une vitesse de pointe remarquable (20 km/h) et son châssis à chenilles lui confère une bonne mobilité en tout-terrain sur le champ de bataille. Sa capacité d’emport de charge utile atteint 1,5 tonne, soit 75 % du poids du véhicule lui-même.
Le Titan se distingue par sa polyvalence. Il peut être configuré pour effectuer diverses tâches et remplir divers rôles, de l’inspection à la surveillance en passant par la reconnaissance,. Il peut effectuer de manière autonome plusieurs types d’opérations sur le champ de bataille, sans aucune assistance ou intervention humaine, minimisant ainsi les risques pour l’infanterie et améliorant les capacités de l’armée indienne lors des opérations terrestres. L’une de ses caractéristiques est qu’il peut aussi être contrôlé à distance. La communication radio avec son opérateur et son centre de commandement est possible jusqu’à une portée de 20 km, ce qui permet de l’utiliser comme outil d’observation pour la collecte de renseignement,. Il est capable de maintenir une communication fluide avec les structures de commandement et les autres forces et unités amies dispersées sur le théâtre d'opérations ou sur le champ de bataille,.
Le Titan peut être utilisé pour la surveillance en temps réel, autonome et silencieuse, de jour comme de nuit. Il peut aussi assurer l’évacuation des blessés ou le transport et la livraison de charges opérationnelles sur presque tous les terrains : en plaine mais aussi dans le désert et à haute altitude en montagne. Il peut même être utilisé hors d’un cadre de conflit armé : par exemple par les unités de police ou de sécurité intérieure dans des scénarios d’environnement urbain à haut risque, comme en cas d’émeutes ou de lutte anti-terrorisme.

## Armement
Dans son rôle principal de tueur de chars, le Titan est équipé d’un viseur thermique, pouvant détecter la signature thermique des chars ennemis à 20 km, associé à un système automatisé de suivi des cibles qui garantit une identification correcte, une reconnaissance automatique et un engagement précis des chars ennemis, garantissant leur destruction,. Le résultat est, selon ses créateurs, un engin idéal pour les tactiques d’embuscade en environnement urbain comme en terrain ouvert.
Le Titan est armé d’un missile guidé antichar Amogha-III à la pointe de la technologie, développé par un autre industriel indien : Bharat Dynamics Limited. Il s’agit d’un missile du type « fire and forget » (en français, « tire et oublie »), c’est-à-dire qu’après le lancement le missile se guide tout seul et ne requiert plus d’intervention du tireur, qui n’a pas à se soucier de le guider vers la cible. Cela garantit sa grande efficacité. De plus, le missile possède une grande flexibilité : il peut cibler les chars ennemis en tir direct, à l’horizontale, ou en mode d'attaque par le dessus, là où le blindage est plus faible. Pour couronner le tout, l'Amogha-III est spécialement conçu pour pénétrer le blindage des chars d’assaut. Il est doté d’une ogive en tandem composée de deux charges explosives qui explosent l'une après l'autre. La première charge, appelée charge précurseur, pénètre le blindage de l’ennemi et crée une ouverture. La deuxième charge explose à l’intérieur pour maximiser les dommages infligés à la cible. L'utilisation d'une ogive en tandem améliore considérablement la capacité du missile à vaincre des cibles lourdement blindées. Il est capable de pénétrer n’importe quel blindage, même le plus coriace, caché sous une protection dynamique,,,,. Le seul point faible du Titan est sa puissance de feu : il ne peut transporter qu’un seul missile Amogha-III, et après l’avoir tiré il est désarmé et doit retourner à l’arrière se faire réarmer.

## Engagements
Gridbots Technologies a présenté le Titan à DEFEXPO 2022. Le ministère de la Défense indien a dévoilé qu’il devrait participer aux exercices des forces armées indiennes dans un proche avenir, dans le cadre d’un exercice militaire qui réunira à la fois l’armée de terre, la marine et l’armée de l’air indiennes. L’heure et le lieu des manoeuvres n’ont pas encore été annoncés et sont tenus secrets,,,. Des essais à haute altitude du Titan sont aussi en cours.